# ورمازیار
وَرمازیار (به ترکی آذربایجانی: Vərməziyar) یک روستا و بخش در جمهوری آذربایجان است که در شهرستان شرور واقع شده‌است. ورمزیار ۱٬۲۶۹ نفر جمعیت دارد.
ور در زبان ایرانی آذری به معنی دهکده و ورمازیار به معنی «ده مازیار» است.